# هوبرت گرین
هوبرت گرین (انگلیسی: Hubert Green؛ زادهٔ ۲۸ دسامبر ۱۹۴۶ - درگذشته ۱۹ ژوئن ۲۰۱۸) یک گلف‌باز اهل ایالات متحده آمریکا است.